# Lylyjärvi (sjö i Finland, Kajanaland)
Lylyjärvi är en sjö i Finland. Den ligger i kommunen Puolango i landskapet Kajanaland, i den centrala delen av landet, 500 km norr om huvudstaden Helsingfors. Lylyjärvi ligger 203,9 meter över havet. Den är 18,7 meter djup. Arean är 1,67 kvadratkilometer och strandlinjen är 12,64 kilometer lång. Sjön  ingår i Ijo älvs huvudavrinningsområde. 